# Chestertown (New York)
Chestertown est une census-designated place du comté de Warren, dans l'État de New York, aux États-Unis,. En 2020, elle compte une population de 586 habitants.